# 2. Basketball-Bundesliga 1978/79
Die Saison 1978/1979 war die vierte Saison der 1975 eingeführten 2. Basketball-Bundesliga.

## Modus
Es wurde in zwei Gruppen Nord und Süd mit je zehn Mannschaften gespielt. Im Gegensatz zu den Jahren zuvor, gab es nun zwei sichere Absteiger aus der Basketball-Bundesliga. Die Sieger der Aufstiegsrunden stiegen direkt in die Basketball-Bundesliga auf.
Nach einer Einfachrunde spielten die ersten vier Mannschaften einer Staffel eine zweigleisige Aufstiegsrunde aus. Die restlichen Mannschaften spielen weiterhin eine Abstiegsrunde in ihrer Staffel aus. In beiden Runden wurden nun alle Punkte der Hauptrunde mitgenommen.

## Teilnehmende Mannschaften

### Gruppe Nord
- Hamburger TB 62
- DTV Charlottenburg
- FC Schalke 04
- VfL Pinneberg
- BG 74 Göttingen
- USC Münster
- CVJM Hannover
- BG Hagen

Spielgemeinschaft aus DEK und Fichte Hagen
Aufsteiger
- TSV Hagen 1860
- Oldenburger TB

### Gruppe Süd
- TG Hanau
- Eintracht Frankfurt
- SV Möhringen
- SpVgg 07 Ludwigsburg
- TV Eppelheim
- BG Krofdorf/Wetzlar

Spielgemeinschaft aus TSV Krofdorf-Gleiberg und TV Wetzlar
- TG Würzburg

Aufsteiger
- DJK SB München
- Post-SG Mannheim
- TV Langen

## Saisonverlauf

### Abschlusstabellen Hauptrunde
Nord
| Platz | Team               | Gesamt    | Gesamt |
| ----- | ------------------ | --------- | ------ |
| 1.    | Hamburger TB 62    | 1652:1367 | 28:8   |
| 2.    | FC Schalke 04      | 1444:1399 | 24:12  |
| 3.    | DTV Charlottenburg | 1273:1201 | 22:14  |
| 4.    | VfL Pinneberg      | 1434:1430 | 20:16  |
| 5.    | USC Münster        | 1449:1406 | 18:18  |
| 6.    | TSV Hagen 1860 (N) | 1344:1396 | 18:18  |
| 7.    | BG 74 Göttingen    | 1390:1480 | 18:18  |
| 8.    | Oldenburger TB (N) | 1512:1582 | 14:22  |
| 9.    | BG Hagen           | 1337:1408 | 12:24  |
| 10.   | CVJM Hannover      | 1265:1431 | 6:30   |

Süd
| Platz | Team                 | Gesamt    | Gesamt |
| ----- | -------------------- | --------- | ------ |
| 1.    | TV Langen (N)        | 1734:1521 | 30:6   |
| 2.    | SpVgg 07 Ludwigsburg | 1483:1279 | 28:8   |
| 3.    | Eintracht Frankfurt  | 1721:1496 | 28:8   |
| 4.    | SV Möhringen         | 1382:1325 | 22:14  |
| 5.    | TV Eppelheim         | 1370:1338 | 18:18  |
| 6.    | BG Krofdorf/Wetzlar  | 1449:1525 | 18:18  |
| 7.    | TG Hanau             | 1679:1700 | 16:20  |
| 8.    | DJK SB München (N)   | 1423:1381 | 14:22  |
| 9.    | TG Würzburg          | 1411:1639 | 6:30   |
| 10.   | Post-SG Mannheim (N) | 1403:1779 | 2:34   |

### Aufstiegsrunden
Nord
| Platz | Team               | Heim    | Heim | Auswärts | Auswärts | Gesamt*   | Gesamt* |
| ----- | ------------------ | ------- | ---- | -------- | -------- | --------- | ------- |
| 1.    | Hamburger TB 62    | 286:241 | 6:0  | 259:224  | 2:4      | 2197:1832 | 38:10   |
| 2.    | FC Schalke 04      | 248:234 | 6:0  | 234:290  | 0:6      | 1926:1923 | 30:18   |
| 3.    | DTV Charlottenburg | 216:206 | 2:4  | 229.229  | 2:4      | 1718:1636 | 26:22   |
| 4.    | VfL Pinneberg      | 256:288 | 2:4  | 247:263  | 2:4      | 1937:1981 | 24:24   |

Süd
| Platz | Team                 | Heim    | Heim | Auswärts | Auswärts | Gesamt*   | Gesamt* |
| ----- | -------------------- | ------- | ---- | -------- | -------- | --------- | ------- |
| 1.    | Eintracht Frankfurt  | 299:256 | 6:0  | 265:229  | 6:0      | 2285:1990 | 40:8    |
| 2.    | TV Langen (N)        | 253:253 | 4:2  | 271:274  | 2:4      | 2258:2048 | 36:12   |
| 3.    | SpVgg 07 Ludwigsburg | 243:219 | 4:2  | 259:259  | 2:4      | 1985:1757 | 34:14   |
| 4.    | SV Möhringen         | 237:295 | 0:6  | 237:270  | 0:4      | 2051:3157 | 22:26   |

 * Es wurden alle Ergebnissen der Hauptrunde in die Aufstiegsrunde mitgenommen.

### Abstiegsrunden
Da aus der Basketball-Bundesliga nach der Saison zwei Mannschaften in die Südstaffel absteigen, steigt dort eine Mannschaft mehr ab bzw. im Norden eine Mannschaft weniger.
Nord
| Platz | Team               | Gesamt *  | Gesamt * |
| ----- | ------------------ | --------- | -------- |
| 1.    | USC Münster        | 2376:2235 | 32:24    |
| 2.    | TSV Hagen 1860 (N) | 2149:2201 | 28:28    |
| 3.    | Oldenburger TB (N) | 2520:2519 | 26:30    |
| 4.    | BG 74 Göttingen    | 2215:2315 | 26:30    |
| 5.    | BG Hagen           | 2087:2310 | 18:38    |
| 6.    | CVJM Hannover      | 2028:2211 | 16:40    |

Süd
| Platz | Team                 | Gesamt *  | Gesamt * |
| ----- | -------------------- | --------- | -------- |
| 1.    | TG Hanau             | 2631:2601 | 32:24    |
| 2.    | TV Eppelheim         | 2190:2096 | 32:24    |
| 3.    | DJK SB München (N)   | 2304:2104 | 30:28    |
| 4.    | BG Krofdorf/Wetzlar  | 2294:2321 | 26:32    |
| 5.    | TG Würzburg          | 2158:2623 | 8:50     |
| 5.    | Post-SG Mannheim (N) | 2262:2749 | 4:54     |

 * Es wurden alle Ergebnissen der Hauptrunde in die Abstiegsrunde mitgenommen.